# Zack Whedon
Zachary Adam „Zack“ Whedon (* 14. srpna 1979) je americký scenárista, producent a autor komiksů.
V televizním průmyslu začínal jako asistent produkce u seriálu Angel (1999). Od roku 2006 působí jako scenárista, napsal scénáře k epizodám seriálů Deadwood (2006; působil zde též jako asistent produkce), John ze Cincinnati (2007), Hranice nemožného (2008–2009), Rubicon (2010; též jako dramaturg), Policajti z L. A. (2013; též jako výkonný dramaturg), The Red Road (2014; též jako koproducent) a Halt and Catch Fire (2014; též jako koproducent). Je spoluautorem muzikálové internetové minisérie Dr. Horrible's Sing-Along Blog (2008) a autorem a spoluautorem komiksů ze série Serenity. V drobných rolích se objevil v seriálech Deadwood a John ze Cincinnati. V roce 2016 napsal a natočil celovečerní film Come and Find Me.
Jeho bratři Joss a Jed Whedonovi jsou rovněž scenáristé.